# ВНБ Тавур
Футбольний клуб «Вест Нью Брайтен Тавур» або просто «ВНБ Тавур» (англ. West New Britain Tavur Football Club) — напівпрофесіональний футбольний клуб з Папуа Нової Гвінеї. Виступає в Національній Соккер Лізі ПНГ. Домашні поєдинки проводить на стадіоні «Бізіні Соккер Граунд», який здатний вмістити 1 500 уболівальників.

## Історія
У 2013 році стало відомо, що «ВНБ Тавур» приєднається до напівпрофесійної Національної Соккер Ліги ПНГ. Очолив команду Люк Мута, батько гравців національної збірної ПНГ Сіріла та Девіда Мути. До команди приєдналися також такі досвідчені футболісти, як Жуніор Бонні та Гері Бакі мол.

## Відомі гравці
- Жуніор Бонні
- Гері Бакі мол.